# Colney Heath
Colney Heath est un village et une paroisse civile du Hertfordshire, en Angleterre.

## Géographie
Colney Heath est situé dans le sud du Hertfordshire, entre les villes de St Albans et Hatfield. Administrativement, il relève du district non métropolitain de la Cité de St Albans.
La Colne (en), un affluent de la Tamise, prend sa source près du village avant de traverser le village voisin de London Colney. Le nom de  Colney renvoie à une île (ēg en vieil anglais) sur la Colne.
La paroisse civile de Colney Heath comprend aussi les villages de Smallford (en) et Sleapshyde (en).

## Histoire
À partir de 1894, Colney Heath est rattaché à la paroisse civile de St Peter Rural (en). Cette dernière est abolie en 1947 et scindée entre les nouvelles paroisses civiles de Colney Heath et London Colney.

## Démographie
Au recensement de 2011, la paroisse civile de Colney Heath comptait 5 962 habitants.

## Culture locale et patrimoine

### Lieux et monuments
La paroisse civile de Colney Heath comprend plus de 30 monuments classés de grade II. L'église paroissiale, dédiée à saint Marc, remonte à 1845.

### Jumelages
Colney Heath est jumelé avec :
- Boissy-sous-Saint-Yon (France) depuis 1982[6].